# アンセルモ・ドゥアルテ
アンセルモ・ドゥアルテ・ベント（Anselmo Duarte Bento、1920年4月21日 - 2009年11月7日）は、ブラジルの俳優、映画監督、脚本家。

## 来歴
サンパウロ州サルト出身。自身が監督を務めた1962年の映画『サンタ・バルバラの誓い』は同年の第15回カンヌ国際映画祭で最高賞のパルム・ドールに選ばれている。同作品は翌年の第35回アカデミー賞で外国語映画賞にノミネートされた。
2009年11月7日、脳卒中の合併症により89歳で亡くなっている。

## 主な作品

### 監督
- サンタ・バルバラの誓い O Pagador de Promessas (1962)

## 出演
- 太陽は泣かない Un Rayo de Luz (1959)